# ليسستراتي (مسرحية)
ليسستراتي هي مسرحية للكاتب الإغريقي «أريستوفانيس» قدمت عام 411 ق.م في أعياد اللينايا.

## نبذة
تحت وطأة الحروب التي شهدتها أثينا بهذا الوقت، أصبح هناك جزء كبير من المجتمع ويتشكك في الأفكار الديماجوجية الجديدة ويقلق لغياب الديمقراطية. كان هذا الجزء يتكون من النساء، فالنساء يدفعن ثمن الحرب بفلذات أكبادهن وبأزواجهن، وانتهاء الحرب يعني بالنسبة لهن أملا في استمرار الحياةالأسرية الهادئة المنتجة، ولا شئ أبغض إلي الثكالى من الأمهات، والأرامل من الزوجات، من الحرب الضروس التي تختطف في وقت قصير أملا كبيرا في حياة كل منهن.
مسرحية ليسستراتي هي واحدة من ثلاث مسرحيات كتبها «أريستوفانيس» مركزاً فيها على مشاكل المرأة في المجتمع الأثيني على عهده. فبعد أن انتهي الأمر بالحلمة الصقلية إلي الفشل الذريع وعقدت إسبرطة صلحاً مع الملك الفارسي «تيسافيرنيس»، بدأ اليأس يتسرب إلي قلوب الأثينيين، ولقد كتب أريستوفانيس هذه المسرحية في الوقت الذي كادت في أماني الإغريق كلها تتفق على إيقاف ويلات الحرب، فكانت بمثابة نداء أخير للسلام، وعودة إلي نبذ الحرب سريعا. وتتميز هذه المسرحية بخلوها من خطاب الجوقة الذي كان جزءاً ضرورياً في الكوميديا القديمة، ولذا يعتبرها النقاد بداية تتغيير في شكل الكوميديا.

## الحبكة
بعد أن فشل الرجال في إنهاء الحرب، تعتقد ليسستراتي «مسرحة الجيوش» أن النساء قادرات علي الأخذ بزمام الأمور، وعلي فرض السلام علي الرجال عن طريق أمرين: الامتناع أولا عن معاشرة أزواجهن ما دامت الحرب قائمة، واحتلال قلعة المدينة «الأكروبوليس».
ثانياً من أجل الاستيلاء على الخزانة العامة للدولة الموجودة في معبد «البارثينون»، ومن ثم تقوم ليسستراتي وصويحباتها كالونيكي «الانتصار للخير» وميريني «إكليل الريحان» وكذلك لامبيتو «المتألقة» وهي إسبرطة تحالفت مع غريمتها الأثينية بسبب الخطر المشترك -بجمع النساء وإقناعهن بالفكرة. وبعد تردد تقتنع النساء بالفكرة الجديدة، ويقسمن اليمين علي تنفيذ الخطة، وبعد أن ينجحن في الاستيلاء علي الاكروبوليس يحاول نصف أفراد الجوقة المكون من شيوخ المدينة استعادته، لكنهم يطردون على يد نصف افراد الجوقة المكون من عجائز النسوة الائي أوقفن تقدمهم بطريقة بسيطة ولكنها ناجعة، إلا وهي سكب الماء على رءوسهم من الدلو.
وتنجح النساء في قهر شرطة المدينة التي كانت تحاول حفظ الأمن دون جدوى، كذلك ينجحن في إفحام الموظفين العموميين، إذ يدور حوار ممتع بين ليسستراتي وزعيم هؤلاء الموظفين المسمى «بروبولوس» «المستشار» تنجح فيه البطلة في قهر منافسها بالحجيج والبراهين.
ثم يفد الشاعر الديثرامبي المشهور كينيسياس لاسترداد زوجته فيعذب من قبل النساء، ويضطر للتصويت في صف السلام، وأخيراً يساق خارج الأكروبوليس حيث يترك وقد بلغ به اليأس مداه.
وفي النهاية يأتي رسول من قبل الإسبرطيين يتحدث باللهجة الدورية، ويتبع وصوله عقد مجلس سلام، وأثناء المجلس تقوم ليسسترتي بزجر المتطرفين من الجانب الأثيني والجانب الإسبرطي على السواء، وتحثهم على التصالح، ومن ثم يتم إقرار السلم.
وتنتهي المسرحية باحتفال كبير وموكب يسير فيه رجل من الأثينيين والإسبرطيين مصحوباً بزوجته بعد أن تم التصالح بينهما.

## عن المسرحية
نجح أريستوفانيس في إضفاء الحيوية علي أحداث المسرحية طوال الوقت، كما جعل الجوقة تنقسم إلي قسمين منذ دخولها المسرح: نصف من الرجال ونصف من النساء «مثل المجتمع» وأدار بين القسمين حواراً ساخناً وطريفاً.